# Oceania (singel Björk)
Oceania – pierwszy singel islandzkiej piosenkarki Björk z jej studyjnego albumu Medúlla.
Piosenka została napisana na inaugurację XXVIII Letnich Igrzysk Olimpijskich 2004, gdzie została wykonana natychmiast po Paradzie Narodów.
Podobnie jak większość piosenek na albumie, utwór ten składa się z ludzkich śpiewów (londyński chór, beatbox w wykonaniu Shlomo, śpiew Björk). Tekst został stworzony przez znajomego artystki, Sjón, który jest islandzkim poetą i powieściopisarzem. Został napisany z punktu widzenia oceanu, który śpiewa o ewolucji człowieka od jego wody.
Ponowne nagranie „Oceanii” było zamieszczone na stronie B singla „Who Is It?”. Ta wersja piosenki z gościnnym udziałem Kelis i dodatkowymi tekstami została napisana z punktu widzenia kontynentu. Wersja z fortepianem, której kompozycją zajął się Nico Muhly, pojawiła się na DVD.
Utwór był nominowany do Nagrody Grammy 2005 w kategorii Best Female Pop Vocal Performance. Ostatecznie statuetkę wywalczyła piosenka „Sunrise” Norah Jones.

## Teledysk
Wideoklip, w reżyserii Lynn Fox, ukazuje Björk przyozdobioną błyszczącymi kamieniami w ciemnej, wodnej głębinie. Piosenkarka pokazana jest również w promieniach kolorowego zachodu słońca i w otoczeniu kwiatów oraz morskich stworzeń. Lynn Fox wykonał też wizualizacje na album Greatest Hits Tour oraz teledysk do piosenki „Nature Is Ancient”, który jest dostępny jako bonus na DVD Volumen.

## Lista ścieżek na Promo CD
1. „Oceania”
2. „Oceania” (Remix featuring Kelis)

## Wersje
- Album version
- Piano and Vocal Mix – 3:04
- Radio Mix Featuring Kelis – 2:55
- Olympic Studio Version – 3:14

## Notowania
| Notowania         | Najwyższa pozycja |
| ----------------- | ----------------- |
| UK Singles Chart  | 74                |
| Billboard Hot 100 | 120               |